# 장연주 (싱어송라이터)
장연주(張延朱, 1978년 12월 15일 ~ )는 대한민국의 가수, 작곡가, 작사가이다.

## 앨범 목록

### E.Z (이지)
- 이지 Vol.1 (1999)

### Terra (테라)
- Décalcomanie (2000.08)

### 장연주
- Something Special (정규앨범 1집) (2003.06.03)
- 本心 (정규앨범 2집) (2005.01.21)
- 스마일 프로젝트 Vol.1 - One sweet day (Digital Single) (2007.05.22)
- 백일째 만남 (Single) (2008.06.17)
- 랄랄라♪ (Single) (2009.02.26)
- Final Round (Digital single) (2010.08.04)
- Watching Me(Mini Album) (2010.09.06)
- 딸기맛 해열제 (2011.02.11)
- 양송 (2011.04.01)
- 잠깐만 놀자 (2011.07.29)
- 첫끼(2012.02.24)
- 이별집(Mini Album)(2018.02.02)

### 대표곡
- One sweet Day
- 여가
- Something Special
- 얼굴이 못생겨서 미안해
- Watching me
- 그렇고 그런사이